# Ludvík Budín
Ludvík Budín (20. srpna 1892 Popelín – 1. února 1956 Brno) byl český voják, posléze československý legionář v Itálii, posléze pak důstojník Československého letectva, během 2. světové války pak příslušník čs. zahraniční armády v SSSR.

## Životopis
Narodil se v Popelíně nedaleko Dačic na česko-moravském pomezí. V letech 1908–1913 studoval na střední Státní technické škole v Brně, kde maturoval 17. února 1913 složením závěrečných zkoušek.
Po ukončení školní docházky byl povolán k vojenské službě a 1. října 1913 nastoupil do rakousko-uherské armády jako roční dobrovolník k 4. dělostřeleckému pluku v Pule, odkud byl 10. října odeslán k 6. dělostřelecké peruti v Lavarone. Z tohoto praporu byl poslán do školy dělostřeleckých záložních důstojníků v Tridentu. Po ukončení studia se stal důstojníkem 2. baterie 6. dělostřelecké perutě.
Po vypuknutí 1. světové války ve složení perutě 1. srpna 1914 byl poslán na ruskou frontu, kde postupně sloužil jako kulometčík, střelec, telefonista a dělostřelecký pozorovatel. 15. listopadu 1914 byl zraněn. Po zotavení byl v období od ledna do dubna 1915 instruktorem dělostřelecké školy ve Vídni. V polovině dubna 1915 byl poslán na italskou frontu, kde byl zpočátku leteckým pozorovatelem dělostřelectva. 15. května 1916 se stal styčným důstojníkem dělostřelectva u III. a XIV. armádního sboru. 1. listopadu 1917 se stal velitelem 6 houfnicových baterií a velitelem dělostřelectva v San Sebastianu, poté pak velitelem armádního muničního skladu 11. armády v Carbonare. 3. listopadu 1918 byl zajat italskou armádou.
Koncem prosince 1918 se v zajateckém táboře Forte Procedo připojil k dobrovolníkům československých legií a 1. ledna 1919 se stal velitelem roty 14. praporu legií v Itálii. S legiemi se vrátil do Československa.
V období od 29. června do 10. srpna 1919 byla rota pod jeho velením umístěna v Těšíně. Po začlenění vojsk legií do Československé armády se 10. srpna 1919 stal velitelem baterie motorizovaných houfnic 302. těžkého dělostřeleckého pluku v Olomouci.
Vstoupil do tehdy se formujícího Československého letectva a od října 1920 byl žákem letecké školy na letišti v Chebu. Pilotní kurz ukončil 1. července 1922 a stal se vojenským pilotem, 1. února 1924 se stal navigátorem a poté velitelem 4. letky 1. leteckého pluku v Praze. 1. srpna 1924 byl přeložen do Vojenského leteckého učiliště v Praze, kde se stal velitelem školní letky. Po absolvování kurzu nočního létání se 31. srpna 1927 stal vedoucím oddílu nočního létání na škole. 30. listopadu 1929 byl převelen k 4. leteckému pluku, ale stále byl vedoucím nočních letů v letecké škole. 30. září 1930 se v letecké škole stal vedoucím sekce výzkumu a měření. V květnu 1932 odjel do Jugoslávie, kde se zúčastnil cvičení protiletadlového dělostřelectva. Po návratu ze cvičení se v srpnu 1932 stal vedoucím oddělení letecké techniky a výzkumu 2. oddělení Ministerstva národní obrany. V té době absolvoval kurz protiletecké obrany pro důstojníky generálního štábu. Dne 10. září 1936 se stal velitelem 1. letky 6. leteckého pluku v Praze, které velel až do rozpuštění Československa (tzv. druhá republika) a vzniku Protektorátu Čechy a Morava. 1. ledna 1940 byl převelen do zálohy.
Za německé okupace působil v odboji a koncem srpna 1944, když mu hrozilo zatčení, uprchl na Slovensko. Po vypuknutí povstání na Slovensku se do něj zapojil a 8. září 1944 se stal velitelem výcvikového střediska Buk 1 taktické bojové skupiny na Slovensku, která měla na starosti výcvik dobrovolníků a branců znovuobnovované československé armády. Během Slovenského povstání velel jako samostatné jednotce vytvořené v Buk 1 v boji proti Němcům. Po porážce povstání odletěl se skupinou letců bojujících v povstání do SSSR.
V SSSR se 12. října 1944 stal velitelem nově vytvořené 1. československo-polské letecké divize. Jako letecký velitel se zúčastnil Moravsko-ostravské operace, kde poskytoval leteckou podporu jednotkám Rudé armády a 1. československé samostatné obrněné brigádě.

## Kariérní postup

### Rakousko-uherská armáda
- podporučík (1. října 1914)
- poručík (1. září 1915)

### Československá armáda
- nadporučík (1. června 1920)
- kapitán (11. ledna. 1920)
- štábní kapitán
- major (12. srpna. 1929)
- podplukovník (1. 7. 1934)
- plukovník (25. října 1946)
- brigádní generál (25. října 1946 s platností od 1. května 1944)
- generálmajor (divizní generál) (18. října 1948)

### Ocenění
- Řád Bílého lva „Za vítězství“ s hvězdou II
- Řád Slovenského národního povstání I sv
- Vítězná medaile
- Československý válečný kříž 1939 (dvakrát)
- Československá medaile Za odvahu tváří v tvář nepříteli
- Medaile "Za osvobození Prahy"
- Medaile „Za vítězství nad Německem ve Velké vlastenecké válce v letech 1941-1945“
- Řád partyzánské hvězdy I. st. (Jugoslávie)
- Československá vojenská pamětní medaile s kováním SSSR
- Československá vojenská záslužná medaile I. stupně